# Elsoff (Fluss)
Die Elsoff, auch Elsoffbach genannt, ist ein 19,2 km langer, nördlicher und linker Zufluss der Eder im Hochsauerlandkreis und Kreis Siegen-Wittgenstein in Nordrhein-Westfalen sowie im Landkreis Waldeck-Frankenberg in Hessen.

## Name
Der Name leitet sich von ahd. *Elisaffa ab, was eine Zusammensetzung aus germanisch *alisō für 'Erle' und dem Hydronym -apa darstellt.

## Verlauf

### Quelle
Die Elsoff entspringt innerhalb des Rothaargebirges im Naturpark Sauerland-Rothaargebirge. Die im Hochsauerlandkreis liegende Quelle des anfangs auch Bubenkirchenbach genannten Bachs befindet sich im Streitwald 1,8 km nordnordwestlich der Hallenberger Ansiedlung Trambach auf dem Übergangsbereich der Wallershöhe (812,1 m ü. NHN) zum südöstlich davon befindlichen Hasselrücken (766,6 m) auf etwa 736 m Höhe.

### Oberlauf
Die Elsoff fließt durch Wälder des Rothaargebirges, anfangs als Bubenkirchenbach in südwestliche Richtung. Dabei wird sie unter anderem vom rechtsseitigen Bach von der Radiumquelle und vom linksseitigen Heiligenbach gespeist. Dann erreicht sie den Bad Berleburger Ortsteil Wunderthausen, in dessen Ortskern das linksseitige Schoppenwasser einmündet, das östlich der Ortschaft entspringt.

### Mittellauf
Dann heißt das Gewässer nur noch Elsoff, und es fließt von dort an überwiegend in südliche Richtung. Nach dem Durchfließen von Wunderthausen verläuft es auf knapp 3,5 km Fließstrecke auf der Grenze von Westfalen zum nordhessischen Landkreis Waldeck-Frankenberg.
Nach Einmünden des rechtsseitigen Landebachs teilt die Elsoff im Mittellauf ein Dorf in einen größeren Westteil, den Bad Berleburger Ortsteil Diedenshausen in Westfalen, und in einen kleineren Ostteil, den Allendorfer Ortsteil Seibelsbach in Nordhessen. In Diedenhausen münden rechtsseitig der Pferdsbach und die Sale ein.
Anschließend durchfließt die Elsoff, nach linksseitigem Zufluss des Inselbachs, den Bad Berleburger Ortsteil Alertshausen. Dort mündet der rechtsseitige Schwarzenbach und der linksseitige Binsenbach ein, und unterhalb der Ortschaft fließen rechtsseitig der Brosbach und der Garsbach zu. Nach etwa 14 km Fließstrecke läuft sie durch den Bad Berleburger Ortsteil Elsoff, wo mit dem rechtsseitigen Mennerbach ihr mit Abstand größter Zufluss einmündet.

### Unterlauf und Mündung
Im Unterlauf tritt die Elsoff endgültig von Westfalen nach Nordhessen über; dabei verlässt sie endgültig den Naturpark Sauerland-Rothaargebirge. Ostsüdöstlich unterhalb der westfälischen Ortschaft Beddelhausen und westlich oberhalb der Kernstadt des nordhessischen Hatzfeld mündet die Elsoff von links auf 348 m Höhe in den dort von Westen heran fließenden Fulda-Zufluss Eder.

## Einzugsgebiet und Zuflüsse
Das Einzugsgebiet der Elsoff ist 48,983 km² groß; es wird durch die Eder und Fulda zur Nordsee hin entwässert. Zu ihren Zuflüssen gehören mit dem Elsoffoberlauf Bubenkirchbach (flussabwärts betrachtet; laut in den Spaltenköpfen genanntem Einzelnachweisen, wenn nicht anders genannt):
| Name | Seite  | Länge (km) | Quell-          | Mündungs-       | Mündungs- ort (Lage) | Mündungs- km | EZG (km²)  | GKZ       |
| Name | Seite  | Länge (km) | höhe (m ü. NHN) | höhe (m ü. NHN) | Mündungs- ort (Lage) | Mündungs- km | EZG (km²)  | GKZ       |
| --- | ------ | ---------- | --------------- | --------------- | -------------------- | ------------ | ---------- | --------- |
| Bubenkirchbach (Bubenkirch); Elsoffoberlauf                                                                                        | rechts | 4,4 km     | 736 m           | 529 m           | Wunderthausen (o)    | km 14,8      | ?          | k         |
| Bach von der Radiumquelle | rechts | 0,6 km     | 689 m           | 630 m           | Wunderthausen (o)    | km 17,65     | ?          | 42816-?   |
| Heiligenbach | links  | 1,1 km     | 700 m           | 627 m           | Wunderthausen (o)    | km 17,6      | ?          | 42816-112 |
| Bach am Girkhäuser Weg | rechts | 1,2 km     | 651 m           | 533 m           | Wunderthausen (i)    | km 14,8      | ?          | 42816-114 |
| Schoppenwasser | links  | 2,1 km     | 651 m           | 531 m           | Wunderthausen (i)    | km 14,8      | 01,576 km² | 42816-12  |
| Eichbach | rechts | 0,5 km     | 577 m           | 499 m           | Wunderthausen (u)    | km 13,55     | ?          | 42816-134 |
| Landebach | rechts | 1,7 km     | 634 m           | 482 m           | Diedenshausen (o)    | km 12,75     | ?          | 42816-136 |
| Pferdsbach | rechts | 2,5 km     | 630 m           | 473 m           | Diedenshausen (i)    | km 12,35     | 02,432 km² | 42816-14  |
| Sale | rechts | 0,9 km     | 534 m           | 468 m           | Diedenshausen (i)    | km 11,95     | ?          | 42816-152 |
| Inselbach | links  | 3,1 km     | 640 m           | 442 m           | Alertshausen (o)     | km 10,1      | 02,618 km² | 42816-16  |
| Schwarzenbach | rechts | 0,9 km     | 513 m           | 425 m           | Alertshausen (i)     | km 08,7      | ?          | 42816-172 |
| Binsenbach | links  | 0,5 km     | 515 m           | 422 m           | Alertshausen (i)     | km 08,4      | ?          | 42816-?   |
| Brosbach | rechts | 1,3 km     | 624 m           | 420 m           | Alertshausen (u)     | km 08,1      | ?          | 42816-174 |
| Garsbach | rechts | 1,7 km     | 577 m           | 413 m           | Alertshausen (u)     | km 07,55     | 01,095 km² | 42816-18  |
| Hausterbach (1) | rechts | 0,8 km     | 510 m           | 403 m           | Elsoff (o)           | km 06,45     | ?          | 42816-?   |
| Bach im Tiefenseifen | rechts | 0,5 km     | 473 m           | 397 m           | Elsoff (o)           | km 06,05     | ?          | 42816-?   |
| Burbach | rechts | 0,7 km     | 474 m           | 394 m           | Elsoff (o)           | km 06,85     | ?          | 42816-?   |
| Herwelsbach | links  | 0,8 km     | 455 m           | 388 m           | Elsoff (o)           | km 05,25     | ?          | 42816-?   |
| Brabach | links  | 0,7 km     | 516 m           | 383 m           | Elsoff (o)           | km 04,7      | ?          | 42816-?   |
| Mennerbach | rechts | 8,3 km     | 642 m           | 379 m           | Elsoff (i)           | km 04,3      | 13,373 km² | 42816-2   |
| Bach am Wolpfad | links  | 1,1 km     | 473 m           | 378 m           | Elsoff (i)           | km 04,1      | ?          | 42816-912 |
| Butschbach | links  | 0,5 km     | 455 m           | 377 m           | Elsoff (u)           | km 03,95     | ?          | 42816-?   |
| Hausterbach (2) | links  | 0,7 km     | 404 m           | 366 m           | Elsoff (u)           | km 02,6      | ?          | 42816-?   |
| Abkürzungen (Lage und GKZ-Anmerkung): o = oberhalb vom, i = im, u = unterhalb vom Mündungsort; k = keine GKZ, wegen Elsoffoberlauf |        |            |                 |                 |                      |              |            |           |